# Хамилтон (Илиноис)
Хамилтон (енгл. Hamilton) град је у америчкој савезној држави Илиноис. По попису становништва из 2010. у њему је живело 2.951 становника.

## Демографија
Према попису становништва из 2010. у граду је живело 2.951 становника, што је 78 (2,6%) становника мање него 2000. године.
| Група             | 2000.         | 2010.         |
| Белци             | 2.957 (97,6%) | 2.861 (97,0%) |
| Афроамериканци    | 17 (0,6%)     | 11 (0,4%)     |
| Азијати           | 13 (0,4%)     | 13 (0,4%)     |
| Хиспаноамериканци | 24 (0,8%)     | 33 (1,1%)     |
| Укупно            | 3.029         | 2.951         |